# چم انار سفلی
چم انار سفلی، روستایی از توابع شهرستان ملکشاهی در استان ایلام ایران است.جمعیت این روستا طبق سر شماری ۱۳۸۵ به بیش از ۴۰۰ نفر رسیده است.

## جمعیت
این روستا در شهرستان ملکشاهی قرار دارد و براساس سرشماری مرکز آمار ایران در سال ۱۳۸۵، جمعیت آن ۴۲۴ نفر (۸۳خانوار) بوده‌است.